# Hôtel de Cuzieu
L’hôtel de Cuzieu est un hôtel particulier situé au 30 de la rue Sainte-Hélène dans le 2e arrondissement de Lyon, inscrit au titre des Monuments historiques en 1982. Construit au XVIIIe siècle, il a fait l’objet d’une réhabilitation majeure menée par l’agence Wilmotte & Associés.

## Histoire
Les fouilles archéologiques menées sur le site ont révélé une occupation dès le Ier siècle après J.-C., avec la présence de bâtiments antiques à vocation résidentielle et commerciale.

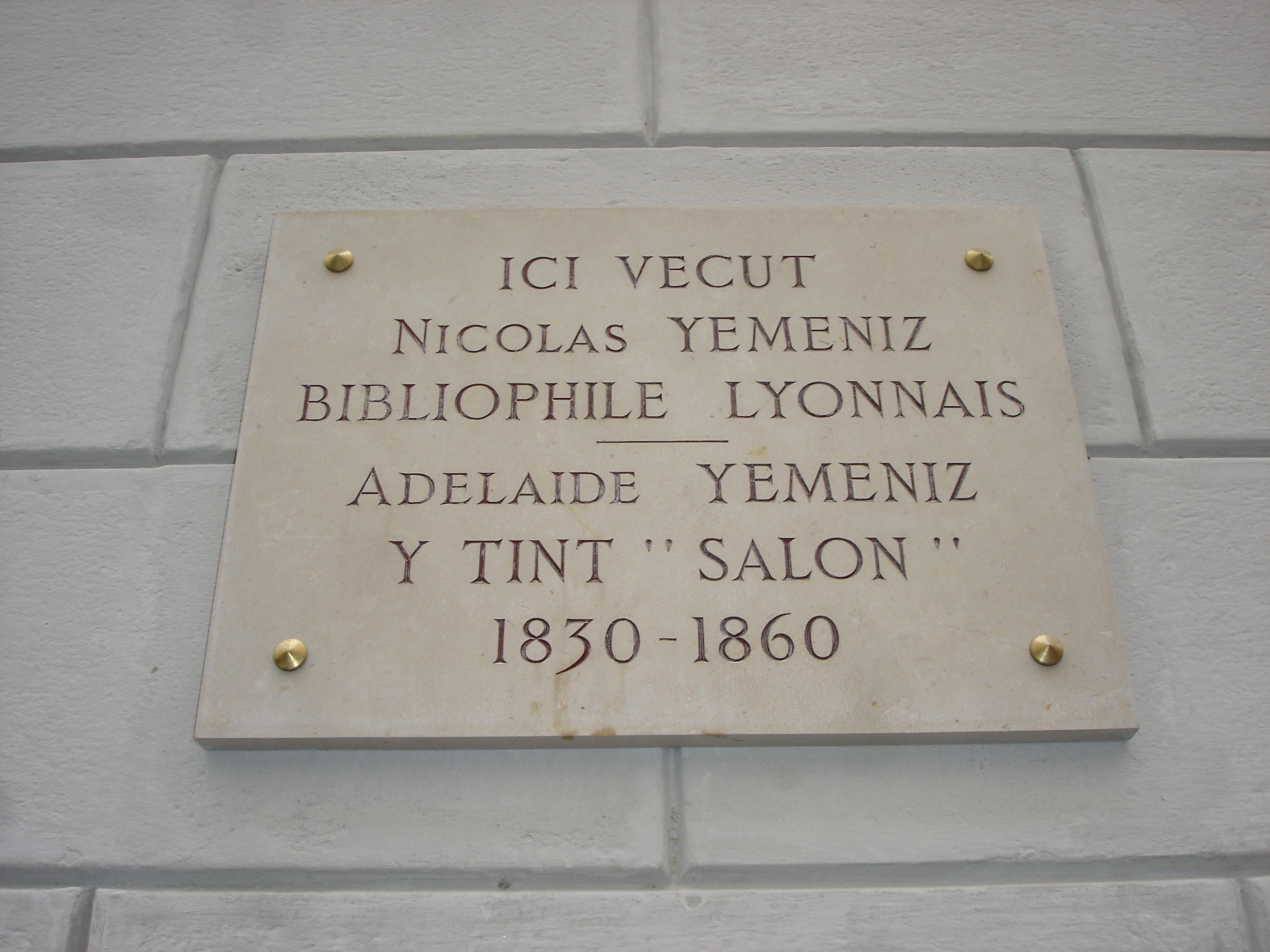
Ici vécut Nicolas Yemeniz

L’édifice actuel, construit au XVIIIe siècle, est un hôtel particulier typique de l’architecture lyonnaise de cette période. Il est surtout célèbre pour avoir appartenu à Nicolas Yemeniz (1783-1871), industriel d’origine grecque et l’un des plus grands bibliophiles français du XIXe siècle.
Après la mort de son épouse en 1860, Yemeniz se désintéressa de sa collection, qui fut dispersée lors d’une vente célèbre en 1867, marquant la fin d’une époque pour l’hôtel de Cuzieu.
Par la suite, l’édifice connut divers usages et propriétaires, tout en conservant son cachet historique. Inscrit à l’Inventaire des Monuments Historiques, il a fait l’objet d’une importante réhabilitation au XXIe siècle, menée par l’agence Wilmotte & Associés, qui a su préserver l’esprit du lieu tout en l’adaptant à des usages contemporains, mêlant habitations, bureaux et espaces de bien-être.